# Boleslava (dcera Oty I. Olomouckého)
Bohuslava byla jedna z dcer Oty I. Olomouckého a Eufémie Uherské. Pocházela tedy z olomoucké větve rodu Přemyslovců. O jejím životě, stejně jako o mnoha kněžnách v podobném postavení, není mnoho historických zpráv a proto o této postavě jsou k dispozici pouze neověřené informace.